# Julien Gaultier de Rontaunay
 (mai 2021).
 (mai 2021).
Si vous disposez d'ouvrages ou d'articles de référence ou si vous connaissez des sites web de qualité traitant du thème abordé ici, merci de compléter l'article en donnant les références utiles à sa vérifiabilité et en les liant à la section « Notes et références ».
Julien Gaultier de Rontaunay, né le 5 septembre 1793 à Maurice et mort le 14 janvier 1863 à Saint-Denis, La Réunion, est un homme d'affaires, armateur et planteur esclavagiste français du XIXe siècle.

## Biographie

### Origines familiales
Julien Gaultier de Rontaunay est un créole blanc, né en 1793 à l'Île de France (actuelle Île Maurice), d’une famille bretonne de petite noblesse.
Julien avait un frère, Louis-Joseph Gaultier de Rontaunay.
Son père, Louis Gaultier, était capitaine des vaisseaux du Roi. Pendant la Révolution, il se réfugia avec sa femme, Antoinette de Senneville, sur l'île Maurice.

### Carrière militaire
Dès l’âge de 15 ans, il s’engage comme volontaire à bord de la frégate impériale La Canonnière. Dix mois plus tard, il est de retour en Île de France et participe au combat de la Montagne Longue le 1er décembre 1810. Mais l’île doit capituler, et les vainqueurs britanniques offrent aux habitants la possibilité de conserver leurs biens, à condition de prêter serment d’allégeance à l’Angleterre. Messieurs Senneville, Adèle et Julien de Rontaunay s’y refusent, et passent à Bourbon (La Réunion) en 1811, avec le « désir de rester français »[réf. nécessaire].

### Commerce à Madagascar
Rontaunay abandonne la marine et se lance dans le commerce.[réf. nécessaire] Il commence un trafic[De quoi ?] avec Maurice et l’Inde.
Après des débuts difficiles[Lesquels ?], il se trouve bientôt à la tête d’une importante maison. En 1819, il est agent de change et se tourne vers Madagascar où, en association avec Arnoux[réf. souhaitée], il fonde des comptoirs sur la côte Est. Pour les desservir, il crée une flotte de commerce qui, en 1857, comprendra 19 navires, appartenant en propre à la Maison Rontaunay, et 47 navires affrétés[réf. nécessaire]. Il entreprend de vastes opérations[Lesquelles ?] dans l'île : les essais de colonisation réussissent[réf. nécessaire], les résultats promettent un avenir brillant. Mais des expéditions ruinent toutes ces espérances malgré le fait que Julien Gaultier de Rontaunay avait été envoyé à Madagascar comme représentant du roi.[précision nécessaire] Il est obligé d’abandonner ses projets où il voyait pour la France à la fois gloire et profit.
Le 28 février 1827, il décide d’aller faire un séjour en Métropole, séjour qui se prolongera trois années.[réf. nécessaire]
Il est de retour à Bourbon le 31 janvier 1830.[réf. nécessaire] Il trouve son entreprise ruinée.[réf. nécessaire] Bien que ses établissements du Nord de Madagascar sont détruits, il réussit à rembourser ses créanciers et tout rentre dans l’ordre.[réf. nécessaire] En 1830, Rontaunay est fait membre du conseil d’administration de la Caisse d’Escompte ; l’année suivante, membre de la chambre de commerce.

### Fonctions politiques
En 1839, il est appelé au Conseil Privé, et en 1841 il reçoit la croix d’honneur.[réf. nécessaire] En 1842 il est nommé Commandant des milices de Saint-Denis.[réf. nécessaire] Il met au service du bien public le respect et la considération qu’il devait à sa vie privée[réf. nécessaire] et, dans plusieurs circonstances[Lesquelles ?], il sait réussir par son influence personnelle là où l’autorité serait obligée de recourir à la violence.
En 1848, Rontaunay quitte le commandement des milices.[réf. nécessaire] Mais on le retrouve l’année suivante à la Direction de l’intérieur[réf. nécessaire], et les services rendus lui valent les remerciements du Commissaire Général[réf. nécessaire], au sein du Conseil Privé. Si en 1851, Rontaunay se démet de son titre de Conseiller Privé, le Gouvernement de la métropole n’accepte pas cette résolution et le comte de Chasseloup-Laubat, ministre de la marine, lui confère le titre de Conseiller Privé honoraire.[réf. nécessaire] En 1857, le gouverneur Henri Hubert-Delisle fait appel à son patriotisme et obtient de lui de reprendre les fonctions dont il s’était éloigné.[réf. nécessaire]

### Plantations et esclavagisme
Rontaunay possède de nombreuses plantations et usines sucrières sur l'île Bourbon, jusqu'à devenir un des plus gros propriétaires de l'île, et posséder plus d'esclaves que la légendaire Madame Desbassayns.
En 1848, lors de l'abolition définitive de l'esclavage par la Deuxième République, Rontaunay reçoit une indemnité de 605 975 Francs en dédommagement du préjudice causé par l'affranchissement de ses centaines d'esclaves,.
Pour répondre au besoin de main-d’œuvre agricole, nécessaire aux plantations, Rontaunay se lance, après l'abolition, dans le commerce d'engagés en provenance d'Afrique et de Madagascar.

### Demeures

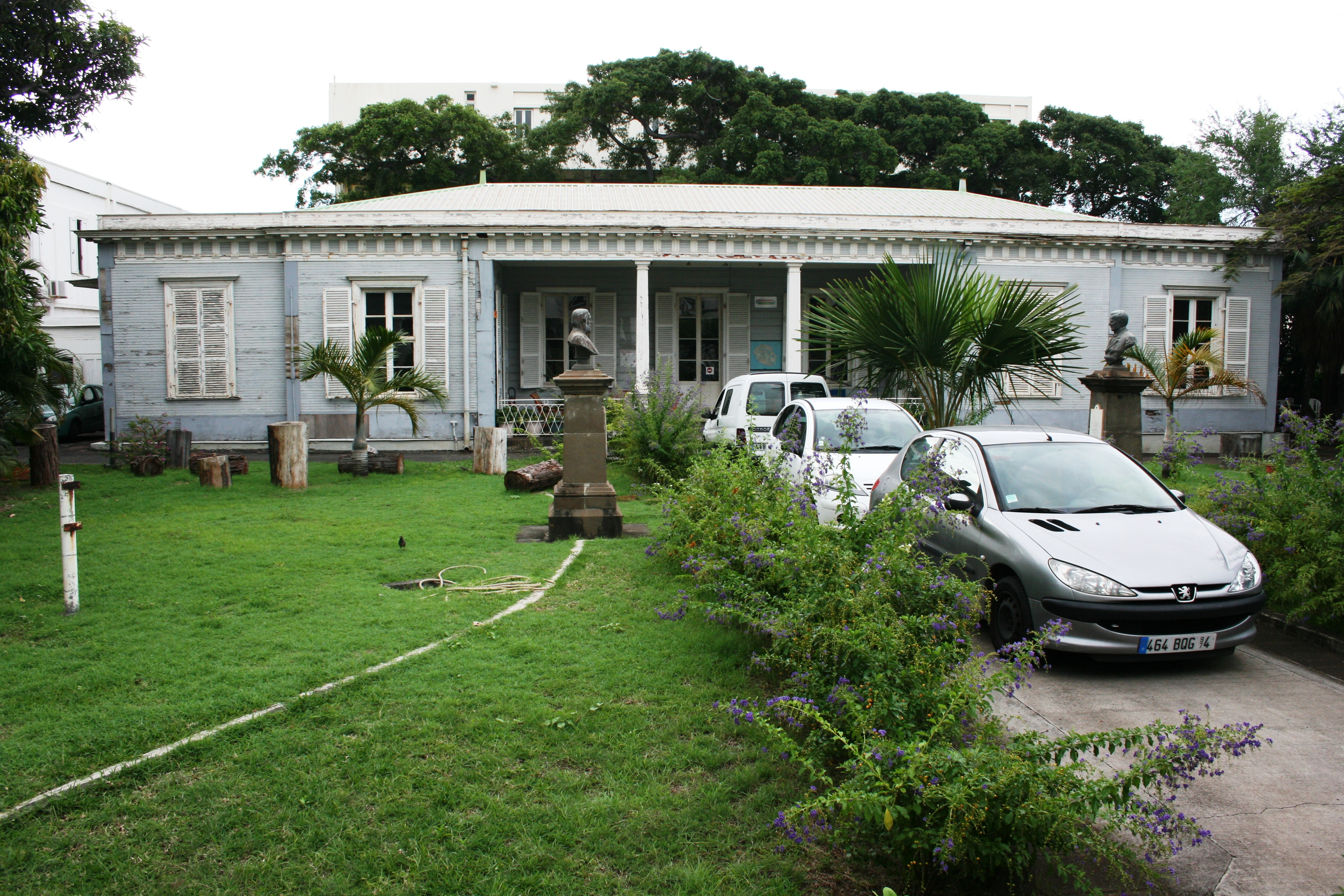
Le palais Rontaunay à Saint-Denis.

Dans les années 1854-1862, il fait construire à Saint-Denis, chef-lieu de l'île, le palais Rontaunay, pour y installer le siège de sa maison de commerce. Cette villa créole abritera le Conseil général pendant plus d'un siècle.
Il se fait aussi construire une autre demeure dans la rue de Paris, dans laquelle il réside jusqu'à sa mort en 1863.

### Mécénat
À partir de 1847, il subventionne l’École des mousses de Nantes[réf. nécessaire], fonde des prix[Lesquels ?], les rend perpétuels par un don considérable et quand, par la dissolution de l’École, les fonds qu’il lui consacrait demeurent sans emploi, il veut qu’ils restent dans les mains de la chambre de Commerce de Nantes jusqu’au jour où il lui sera permis de les appliquer à une fondation semblable.[réf. nécessaire]
À la suite d'une hausse des prix du riz causé par un ouragan en 1850, Rontaunay livre ses stocks à la classe nécessiteuse sans en augmenter le prix.[réf. nécessaire] Quand la variole à son tour ravage la colonie, deux ans plus tard, il établit un hôpital au faubourg du Butor, le plus pauvre quartier de la ville à cette époque.[réf. nécessaire] Il fait soigner à domicile les malades qui redoutent l’entrée dans l’hôpital et pourvoit aux frais d’inhumation de ceux qui succombent.[réf. nécessaire]
Il dote l’École primaire de Salazie d’un terrain qui lui manque[réf. nécessaire] et fonde chez les Frères de Saint-Denis un cours de musique et un gymnase.[réf. nécessaire] Enfin, il crée la route qui relie Saint-Denis au Brûlé : elle est inaugurée le 22 avril 1854.[réf. nécessaire]

### L’affaire du choléra
Le fléau entraîne un procès tristement célèbre qui est resté le douloureux écho des plaintes qui s’élève alors. Rontaunay figure parmi les témoins de cette affaire[Laquelle ?]. Quoi qu’il en soit, des scrupules administratifs fondés sur certaines incompatibilités rendent difficiles la présence de Rontaunay dans le Conseil du Gouvernement. Sa démission est alors demandée. Julien de Rontaunay se démet de toutes les fonctions qu’il occupait et ne pense même pas revenir sur la résolution qu’il vient de prendre. Et quand la mort de Ranavalona, la reine de Madagascar, vient ouvrir un vaste champ aux espérances du commerce français, Rontaunay part sur son navire le “Mascareignes”, comptant sur la popularité de son nom parmi les Malgaches, et sur l’or qu’il emporte et qu’il était prêt à prodiguer dans l’intérêt de la France. Les événements vont trop vite pour lui permettre d’y prendre une part active. Car il apprend en arrivant à Tamatave, que Radama II (le fils de la reine défunte) était en possession du trône et préparait une ère nouvelle de prospérité à la Grande Ile. Rontaunay se dispose néanmoins à partir pour la capitale, quand la fièvre, qui règne sans cesse sur les côtes le force à abandonner son projet.

### Décès
Le 13 janvier 1863, Rontaunay meurt à Saint-Denis, dans sa maison de la rue de Paris. Ses funérailles furent telles qu’on n’en avait jamais vu de pareilles à la Réunion[réf. nécessaire]. Julien Gaultier de Rontaunay repose au cimetière de l’Est dans un tombeau de pierre grise surmontée d’une croix sur laquelle est inscrit le seul mot « Silence ».

## Hommages
Une rue et un lycée de Saint-Denis portent son nom.